# Ère Kantoku
L'ère Kantoku (en japonais: 寛徳) est une des ères du Japon (年号, nengō, littéralement « le nom de l'année ») suivant l'ère Chōkyū et précédant l'ère Eishō s'étendant du mois de novembre 1044 au mois d'avril 1046. Les empereurs régnants sont Go-Suzaku-tennō (後朱雀天皇) et Go-Reizei-tennō (後冷泉天皇).

## Changement de l'ère
- 1044 Kantoku gannen (寛徳元年?) : Le nom de la nouvelle ère est créé pour marquer un événement ou une série d'événements. L'ère précédente se termine là où commence la nouvelle, en Chokyu 5, le 24e jour du 11e mois de 1044[1].

## Événements de l'ère Kantoku
- Kantoku gannen (寛徳元年) ou Kantoku 1 (1044) :
- 1045 (Kantoku 2, 16e jour du1re mois) : L'empereur Go-Suzaku abdique et son fils ainé reçoit la succession (senso) le même jour. Peu après, l'empereur Go-Reizei accède formellement au trône (sokui)[2]. L'année suivante, le nom de l'ère est changé pour marquer le commencement du règne de Go-Reizei[1].
- 1045 (Kantoku 2, 18e jour du1re mois) : Go-Suzaku meurt à l'âge de 37 ans[3].

| Kantoku   | 1re  | 2e  | 3e   |
| Grégorien | 1044 | 104 | 1045 |